# Noordse Raad

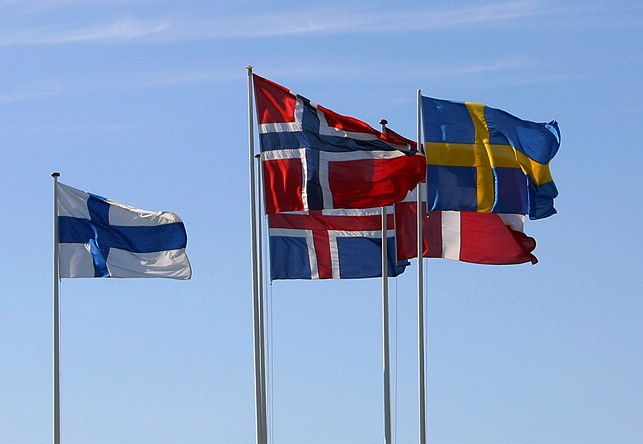
Vlaggen van de landen van de Noordse Raad

De Noordse Raad en de Noordse Raad van Ministers zijn samenwerkingsverbanden tussen de Noordse landen.

## Leden
De leden van de Noordse Raad zijn:
| Landen: - Denemarken - Finland - IJsland - Noorwegen - Zweden |  | Autonome territoria: - Åland (van Finland) - Faeröer (van Denemarken) - Groenland (van Denemarken) |

Het hoofdkantoor van de Raad is gevestigd in Kopenhagen. In de verschillende lidstaten zijn kleinere kantoren te vinden. De Raad heeft op zichzelf geen enkele macht; alle voorstellen die in de Noordse Raad worden gedaan, moeten door de parlementen van de betreffende lidstaten worden goedgekeurd. Bij vergaderingen van de Noordse Raad wordt getolkt tussen IJslands, Fins enerzijds en een andere Scandinavische taal (ofwel Zweeds ofwel Noors ofwel Deens, naargelang de moedertaal van de tolk) anderzijds.

## Geschiedenis
De Noordse Raad werd in 1952 opgericht. Het eerste concrete resultaat was het bewerkstelligen van gemeenschappelijke vrije markt binnen de lidstaten. Andere resultaten waren het openstellen van de grenzen van de lidstaten voor vrij personen- en goederenverkeer zonder paspoortcontroles. Er waren plannen om de Noordse Raad net zo in te delen als de Europese Economische Gemeenschap en daarvoor werd onderhandeld over een verdrag. Finland durfde het verdrag echter niet te ratificeren. Denemarken en Noorwegen wilden vervolgens lid van de EEG worden. Denemarken werd in 1973 inderdaad lid, maar Noorwegen toch niet - de bevolking had in een referendum tegen toetreding tot de EEG gestemd. Zweden behield zijn neutraliteit en trad ook niet toe tot de EEG. Na het einde van de Koude Oorlog begonnen Zweden en Finland echter onderhandelingen, en in 1995 traden beide landen toe tot de Europese Unie.

## Noordse Raad van Ministers
De Noordse Raad voorziet in een samenwerking tussen de verschillende parlementen. De Noordse Raad van Ministers, opgericht in 1971, voorziet in samenwerking tussen de regeringen van de lidstaten.

## Prijzen van de Raad
De Noordse Raad is verantwoordelijk voor de toekenning van de Literatuurprijs van de Noordse Raad. Deze prijs geldt in de lidstaten als de belangrijkste literaire erkenning na de Nobelprijs voor de Literatuur. Ook bestaan er een Filmprijs van de Noordse Raad en een Muziekprijs van de Noordse Raad.